# Teófilo Olea y Leyva
Teófilo Olea y Leyva (Miacatlán, Morelos, 8 de enero de 1895 - Ciudad de México, 10 de septiembre de 1956) fue un notable abogado mexicano, ministro de la Suprema Corte de Justicia de la Nación y miembro del grupo intelectual conocido como Los Siete Sabios de México.

## Trayectoria
Hijo de Urbano Olea y María de Jesús Leyva, cursó sus estudios primarios en Chilpancingo, Guerrero. En 1910 ingresó a la Escuela Nacional Preparatoria y, posteriormente, a la Escuela Nacional de Jurisprudencia, obteniendo su título profesional el 21 de agosto de 1919.
Fue profesor de la materia de Derecho penal y de Procedimientos penales en su Alma Mater y en La Escuela Libre de Derecho, respectivamente. Asimismo, impartió clases de Lógica y Ética en la Escuela de Altos Estudios y Nociones de Derecho constitucional mexicano y Legislación en la Universidad Popular Mexicana.
En abril de 1919, fue elegido presidente del Congreso local de Guerrero, en cuyas funciones logró, entre otras cosas, rebajar los sueldos del gobernador y demás altos funcionarios. Asimismo, fue ministro de la Suprema Corte de Justicia de la Nación desde el 1 de enero de 1941 hasta la fecha de su muerte. Destacó también como miembro de la Sociedad Mexicana de Geografía y Estadística, como socio patrono de la Sociedad de Estudios e Investigaciones, y como miembro de la Academia Mexicana de Ciencias Penales. Fue socio fundador de la Barra Mexicana, Colegio de Abogados.